# 神學學士
神學學士（英語：Bachelor of Theology，BTh、ThB）是一種修業時間爲二至五年的學士學位或學士後學位。若是基督教或天主教的神學學士，欲獲得學位者需在課程中學習希臘文或希伯來文，另外也有包括聖經神學、系統神學及講道術、基督教倫理學、釋經學、基督教事工等。在一些教派中（特別是英格蘭教會），神學學士是正式授予圣职的充份條件。

## 英國与歐洲
在英國和其他歐洲國家，神學學士學位是為追求晉鐸職位的學生而設計的二到五年制學位。
神學學士目前在以下地方可供申請：
- 牛津大學，兩所學院提供學士學位
- 劍橋大學，五所學院提供專攻教牧學的神學學士學位
- 愛丁堡神學院（英语：Edinburgh Theological Seminary），由格拉斯哥大學認證
- 阿伯丁大學，作為遠程學習學位
- South West Baptist College
- 梅努斯的聖帕特里克學院（英语：St Patrick's College, Maynooth），作為三年制第8級學位

## 美國
在美國，神學學士學位（或道學學士學位）在課程和要求上通常與道學碩士學位相同 。然而，神學學士學位由於是學士學位，學術上並不等同於道學碩士學位。在美國，更常見的是雙學位項目，就讀五年畢業可以同時獲得聖經和（或）神學學士學位以及道學碩士學位 。
以前有志於被授予聖職或晉升牧師，會去就讀學士體系的神學學士或學士後體系的道學學士（B.D.）。後美國神學學士學位漸漸式微，道學學士學位也多改名成道學碩士（M.Div.）學位體現其學士後學位本質。如今在美國，第一個牧師專業學位多以道學碩士為主流。

## 天主教
在天主教大學中，神學學士（Baccalaureate in Sacred Theology, S.T.B.）是需修讀兩年哲學課程才能就讀的學士後學位，需修習三年。若之前無修讀兩年哲學課程需補修，可能須修習五年。